# Flamingosi
Flamingosi — сербско-черногорский музыкальный дуэт, основанный Огненом Амиджичем и Маринко Маджгалем.

## История
Группа была создана летом 2005 года, в том же году был выпущен первый сингл «Razum i osećajnost».
Дуэт набрал популярность в начале 2006 года, когда Маджгаль и Амиджич вместе с певцом Любишей Стояновичем (Louis) записали песню «Ludi Letnji Ples», с которой группа должна была участвовать в Евровидении 2006 года, которое проходило в Афинах. Однако, в марте 2006 года было объявлено, что Сербия и Черногория не примут участие.
После выпуска сингла «Seti se našeg zaveta» в 2011 году дуэт фактически прекратил свое существование.
Любиша Стоянович, принимавший участие в создании сингла «Ludi Letnij Ples», погиб в автокатастрофе 31 июля 2011 года.
В марте 2016 Маджгаль скончался на 37-м году жизни от рака поджелудочной железы.

## Дискография
| Год  | Название             |
| ---- | -------------------- |
| 2005 | Razum i osećajnost   |
| 2006 | Ludi Letnji Ples     |
| 2006 | Gordost i predrasude |
| 2011 | Prljavi igrači       |
| 2011 | Seti se našeg zaveta |
| 2014 | Makedonka            |